# KamAZ-4350

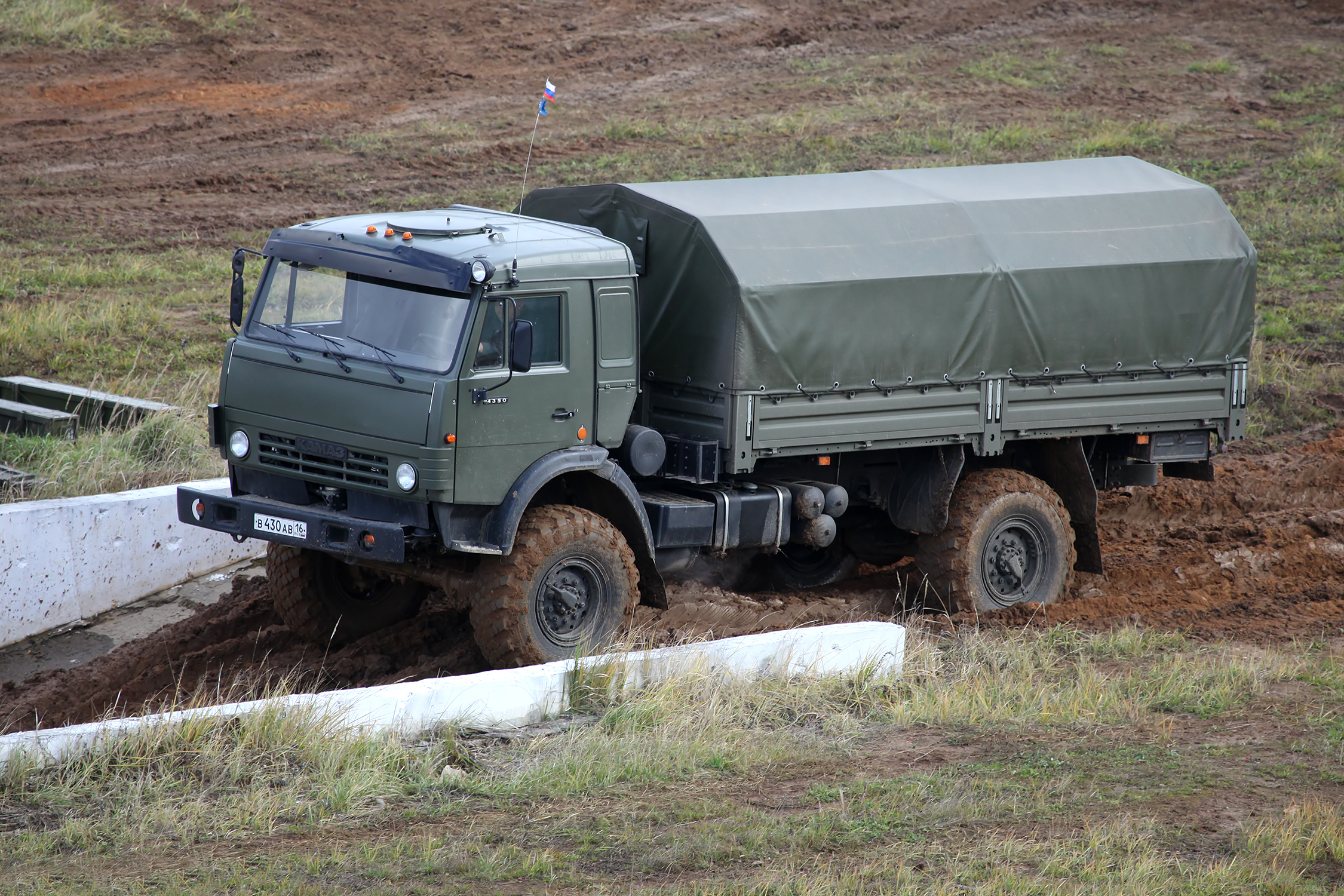
KamAZ-4350 sur le terrain (2013)

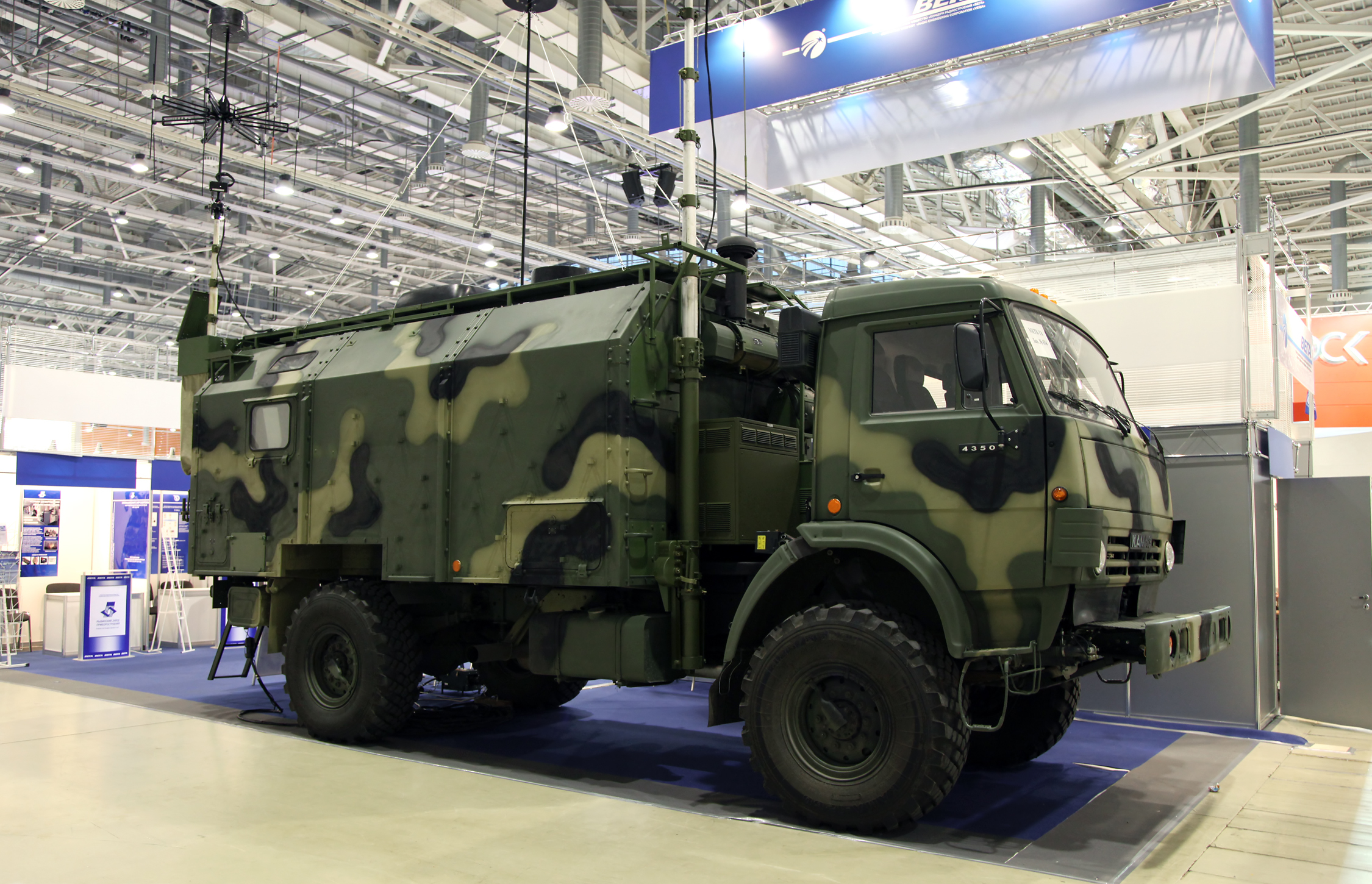
KamAZ-4350 en véhicule de transmission (2012)

KamAZ-4350 est un camion militaire russe produit par KamAZ depuis 2003. Il est le successeur du KamAZ-43118 (de) et est remplacé par le KamAZ-53501 (de).